# David Vaughan
David Owen Vaughan, né le 18 février 1983 à Abergele, est un footballeur international gallois qui évolue au poste de milieu de terrain.

## Carrière
| Saison      | Club               | Pays             | Championnat        | Coupe nationale  | Coupe de la Ligue |
| ----------- | ------------------ | ---------------- | ------------------ | ---------------- | ----------------- |
| 2000 - 2001 | Crewe Alexandra FC | First Division   | 1 match            | -                | -                 |
| 2001 - 2002 | Crewe Alexandra FC | First Division   | 13 matchs          | 3 matchs / 1 but | -                 |
| 2002 - 2003 | Crewe Alexandra FC | Second Division  | 32 matchs / 3 buts | 4 matchs         | 1 match           |
| 2003 - 2004 | Crewe Alexandra FC | First Division   | 31 matchs          | -                | 2 matchs          |
| 2004 - 2005 | Crewe Alexandra FC | Championship     | 44 matchs / 6 buts | 1 match          | 3 matchs          |
| 2005 - 2006 | Crewe Alexandra FC | Championship     | 34 matchs / 5 buts | 1 match          | 1 match           |
| 2006 - 2007 | Crewe Alexandra FC | League One       | 29 matchs / 4 buts | -                | 3 matchs          |
| 2007 - 2008 | Crewe Alexandra FC | League One       | 1 match            | -                | -                 |
| 2007 - 2008 | Real Sociedad      | Segunda División | 9 matchs / 1 but   | -                | -                 |
| 2008 - 2009 | Blackpool FC       | Championship     | 33 matchs / 1 but  | 1 match          | 1 match           |
| 2009 - 2010 | Blackpool FC       | Championship     | 37 matchs / 1 but  | 1 match          | 1 match / 1 but   |
| 2010 - 2011 | Blackpool FC       | Premier League   | 35 matchs / 2 buts | -                | -                 |
| 2011 - 2012 | Sunderland         | Premier League   | 22 matchs / 2 buts | 5 matchs         | 2 matchs          |
| 2012 - 2013 | Sunderland         | Premier League   | 24 matchs / 1 but  | 4 matchs         | 1 match           |

Dernière mise à jour : 21 mai 2013

## Carrière d'entraîneur
En 2023, Vaughan devient entraîneur de l'équipe des moins de 18 ans de Crewe Alexandra.